# كوثبرت تايلور
كوثبرت تايلور (بالإنجليزية: Cuthbert Taylor)‏ مواليد 11 ديسمبر 1909 في ويلز - الوفاة 15 نوفمبر 1977، كان ملاكم محترف ويلزي صنّف ضمن فئة وزن الديك. سبق أن شارك في دورة الألعاب الأولمبية الصيفية سنة 1928.

## إحصائيات
خاض خلال مسيرته 247 نزالا، فاز في 151 وتعادل في 22 وخسر في 69. فاز بالضربة القاضية في 14 نزالا.

## روابط خارجية
- كوثبرت تايلور على موقع بوكس ريك (الإنجليزية) (registration required)
- كوثبرت تايلور على موقع أوليمبيديا (الإنجليزية)